# Lijst van bruggen in Harlingen
Een lijst van bruggen in Harlingen.
| Brug                   | Overspant              | Weg                            | Jaar       | Type           | Materiaal   | Status    | Afbeelding |
| ---------------------- | ---------------------- | ------------------------------ | ---------- | -------------- | ----------- | --------- | ---------- |
| Bargebuurtsbrug        | Zoutsloot              |                                |            |                |             |           |            |
| Bildtstraatsbrug       | Zoutsloot              | Bildtstraat                    |            |                |             |           |            |
| Franekereindsbrug      | Franekertrekvaart      | Franekereind                   | 1908       | draaibrug      | ijzer/staal | RM 385254 |            |
| Franekerpoortsbrug     | Noordergracht          | Midlumerlaan                   | 1994       | ophaalbrug     | staal/beton |           |            |
| Havenbrug              | Zuiderhaven            | Havenplein                     | 1961       | basculebrug    | ijzer/staal |           |            |
| Industriebrug          | Verbindingskanaal      | Industrieweg/ Kanaalweg        |            | ophaalbrug     | ijzer/staal |           |            |
| Karremansbrug          | Zoutsloot              | Karremanstraat                 |            |                |             |           |            |
| Kerkpoortsbrug         | Rozengracht            | Rozengracht                    | 1863       | draaibrug      | ijzer/staal |           |            |
| Koningsbrug            | Van Harinxmakanaal     | Rijksweg 31                    | 1954       | basculebrug    | staal/beton |           |            |
| Leeuwenbrug            | Grote Sluis            | Jacobstraat/ Karremanstraat    | 1960       | basculebrug    | ijzer/staal |           |            |
| Oosterbrug             | Franekertrekvaart      | Franekereind/ Zuidoostersingel | 1908, 1952 | ophaalbrug     | ijzer/staal | RM 385261 |            |
| Prins Hendrikbrug      | Noorderhaven           | Prinsenstraat                  | 1974       | basculebrug    | ijzer/staal |           |            |
| Raadhuisbrug           | Noorderhaven           | Noorderhaven                   | 1878       | draaibrug      | ijzer/staal | RM 20800  |            |
| Rode Leeuwsbrug        | Herenwaltje            | Rommelhaven/ Scheerstraat      |            | pijp           |             |           |            |
| Rode Ploegsbrug        | Herenwaltje            | Hoogstraat                     |            | pijp           |             |           |            |
| Singelbrug             |                        | Noorderkade                    | 1908       | ophaalbrug     | staal/beton | RM 385268 |            |
| Sasbrug                | Sluis Oude Buitenhaven |                                |            |                |             |           |            |
| Stationsbrug           | vijver                 | Zuidoostersingel               | 1909       | vast/ welfbrug | beton       |           |            |
| Tsjerk Hiddessluisbrug | Van Harinxmakanaal     | Oude Ringmuur                  | 1951       | basculebrug    | ijzer/staal |           |            |
| Trambrug               | Bolswardervaart        | Spoorstraat                    | 1976       | ophaalbrug     | ijzer/staal |           |            |
| Zakkendragerspijp      |                        | Voorstraat / Noordijs          | 1773       | pijp           | baksteen    | RM 20801  |            |